# ابن حاتم (أرحب)

تعديل مصدري - تعديل

ابن حاتم هي إحدى قرى عزلة عيال عبد الله بمديرية أرحب التابعة لمحافظة صنعاء، بلغ تعداد سكانها 877 نسمة حسب تعداد اليمن لعام 2004.